# BMC (Estado de Cristal)
BMC (Binacional de Motores de Cristal) é uma fábrica localizada em Cristal, fabricante de automóveis e quadriciclos. Foi fundada em 1946 por Karle Ogahseffen, fabricando motores para aviões militares e motocicletas. Porém em 1947 passou a produzir apenas motocicletas, mais tarde passando a fabricar quadriciclos e automóveis.
Passou a alterar seu simbolo para as cores da bandeira de Cristal.
Adquiriu a marca Aleman Productions e anteriormente comprou a Car's Land.
Um pacote majoritário das ações da BMC encontra-se na mão dos Oliveira, que migraram para Goiás do Sul em 1970. Foi em 1959 que Heriberto Oliveira assumiu o controle após investimentos bancários na empresa.

## História
Foi fundada em 1946 sob o nome Fábrica de Motores de Cristal (FMC), após a imigração de Karl Ogahseffen para o estado de Cristal. Mudou seu nome para BMC em 1947 e em 1959 assumiu Heriberto Oliveira como seu diretor. Em 1996 assumiu Antonio Alduino Ferreira, morto em 2015, que ficou no cargo até a falência da empresa em 1998, voltando para o período 2009-2013.
Voltou em 2003 com o mesmo nome e o letreiro BMC.

## Esquema de nomeação
- A = Automático
- B = Brand
- C = Coupé
- D = Diesel
- G = GNB
- H = Hidrogênio
- T = Touring
- HBi = Hatchback

## Modelos

### Motos
1. - BMC C1 700 (1947-1957)
  - BMC C1 800 (1957-1959)
  - BMC C1 319 (1959-1960)
  - BMC F656

### Automóveis
1. - BMC 700 (1960-1967)
  - BMC 1600 (1967-1978)
  - BMC 319 (1974-1998)
  - BMC E30 (1990-1998) Série 3
  - BMC 329i/B (1993-1998)
  - BMC E47 (2003-2005) Série 4
  - BMC E50 (2003-2004)
  - BMC E51 (2004-presente) Série 5
  - BMC E80 (2006-presente) Série 8
  - BMC E81 (2006-2010) Série 8
  - BMC E82 (2007-2008) Série 8
  - BMC E86 (2010-2013) Série 8
  - BMC E87 (2013-2015) Série 8
  - BMC M1 HBI (2009)
  - BMC M6

### Quadriciclos
- BMC C900
- BMC F800S
- BMC R7100
- BMC FD656
- BMC F651
- BMC C920